# Fort Thompson
Fort Thompson è un census-designated place (CDP) degli Stati Uniti d'America, nella contea di Buffalo.